# Calamagrostide blanchâtre
Calamagrostis canescens
Espèce
Classification phylogénétique
La calamagrostide blanchâtre (Calamagrostis canescens), aussi appelée calamagrostide lancéolée, est une espèce d'herbe de la famille des poacées.